# Mister No
Mister No es una historieta italiana de la casa Sergio Bonelli Editore, creada en 1975 por Sergio Bonelli, con el seudónimo de Guido Nolitta.
En España, fue publicado por Ediciones Zinco a partir de 1982. Actualmente lo publica Aleta Ediciones.

## Argumento
Jerry Drake (apodado Mister No debido a su indisciplina y temperamento rebelde) es un ex piloto estadounidense nativo de Nueva York que, tras vivir los horrores de la Segunda Guerra Mundial, se ha mudado a la Amazonia brasileña para encontrar algo de paz.
Se establece en la ciudad de Manaus y ahí se gana la vida con su trabajo de piloto turístico, volando con un Piper. Aun siendo un antihéroe perezoso, amante del alcohol y mujeriego, las circunstancias o su espíritu de la justicia lo meten frecuentemente en situaciones peligrosas, pese a sus ganas de vivir tranquilamente. Sus aventuras lo llevan a viajar por toda América Latina e incluso por Estados Unidos, Europa, Asia y África, luchando contra especuladores, traficantes, asesinos, corruptos, etc.

## Personajes

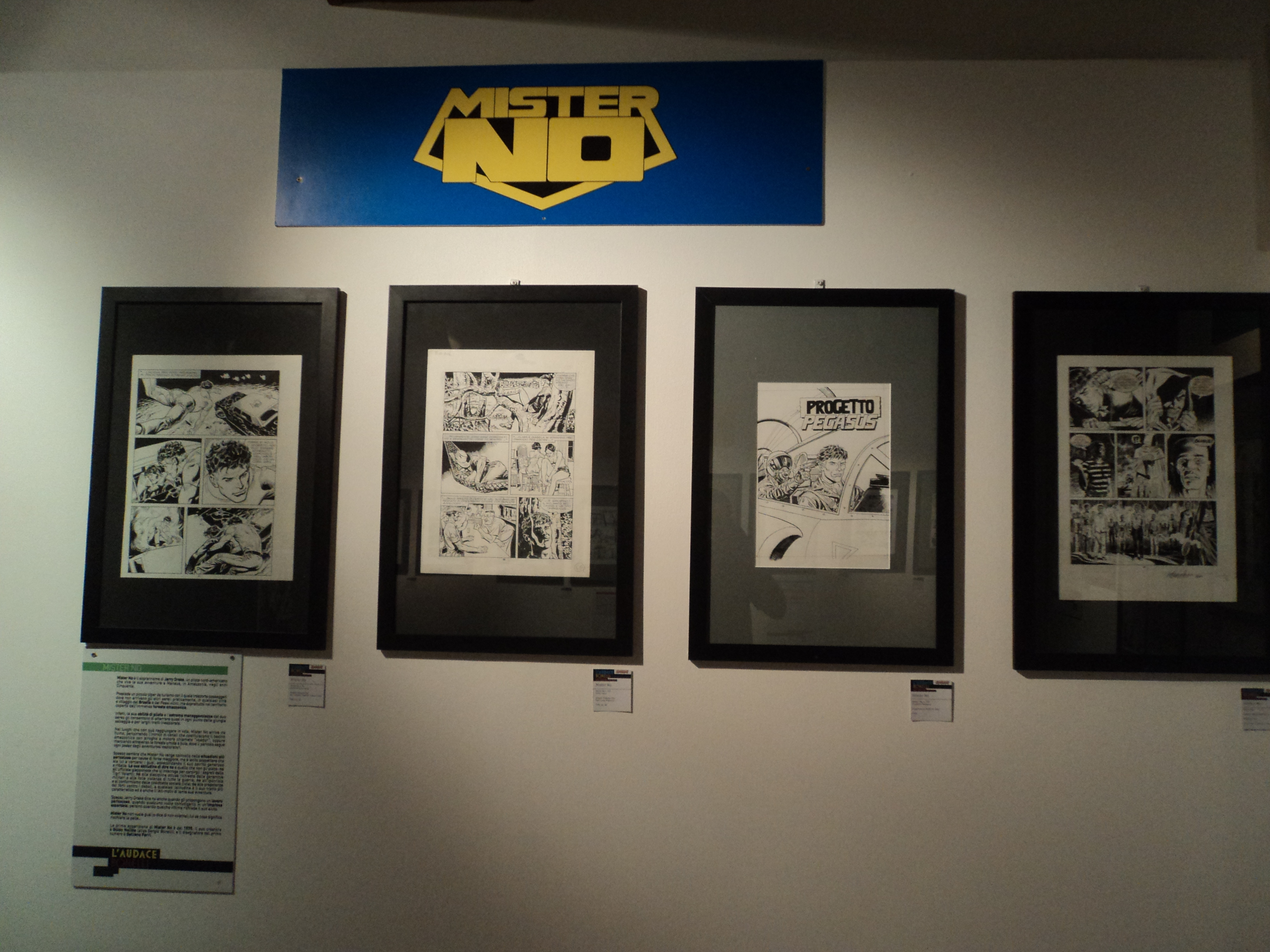
Tablas originales de Mister No.

El mejor amigo de Mister No es Otto Kruger, un exsoldado alemán que los brasileños apodan Esse-Esse, aunque no fue miembro de las Schutzstaffel sino del Afrika Korps. Al igual que Jerry, una vez que terminó la guerra Otto se refugió en la Amazonia en búsqueda de quietud.
Otros personajes de la historieta son: Paulo Adolfo, el barman que lleva el local favorito de Mister No; el sargento de policía Oliveira, que no duda en arrestar a Jerry para apaciguar sus excesos; Phil Mulligan, su ex camarada y detective privado en Nueva York; los mecánicos Augustino y João; el cantante de jazz Dana Winter; el guía turístico Celestino y su madre adoptiva Mama Rosa; la adivina Luna; etc.
Jarry Drake ha mantenido relaciones sentimentales con varias mujeres que aparecen en la saga, figuras siempre fuertes e independientes, como: la arqueóloga neoyorquina Patricia Rowland; Miranda Cordeiro, hija de un terrateniente del Sertão; la agente de la CIA Delia; la temeraria aviadora Debora; y otras.

## Nuevas series
Tras el cierre de la serie regular con el número 379, en 2006, Mister No volvió a los quioscos con unos álbumes especiales. En el diciembre de 2018 fue estrenada la miniserie Mister No Revolution, un reinicio que trata de las aventuras de un Jarry Drake nacido 25 años después del personaje creado por Sergio Bonelli.
En julio de 2019 volvió la versión clásica del personaje, en una miniserie de catorce capítulos titulada Mister No - Le nuove avventure.

## Crossovers
Mister No comparte el mismo universo narrativo con otros personajes de la editorial Bonelli: Zagor, Martin Mystère, Dylan Dog, Nathan Never y Legs Weaver.

## Autores

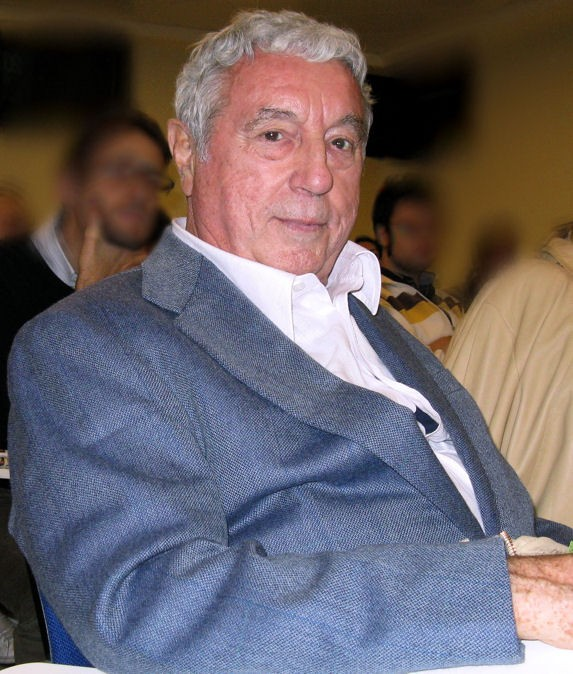
Sergio Bonelli, creador del personaje bajo el seudónimo de Guido Nolitta.

### Guionistas
Sergio Bonelli (Guido Nolitta), Mauro Boselli, Ade Capone, Alfredo Castelli, Graziano Cicogna, Maurizio Colombo, Roberto Dal Prà, Marco Del Freo, Luigi Grecchi, Andrea Mantelli, Stefano Marzorati, Michele Masiero, Luigi Mignacco, Ennio Missaglia, Claudio Nizzi, Alberto Ongaro, Tiziano Sclavi, Luca Trugenberger.

### Dibujantes
Roberto Diso, Alessio Avallone, Carlo Bellagamba (Giez), Marco Bianchini, Alessandro Bignamini, Franco Bignotti, Paolo Bisi, Giovanni Bruzzo, Fabrizio Busticchi, Renzo Calegari, Fabio Civitelli, Matteo Cremona, Luca Dell'Uomo, Raffaele Della Monica, Aldo Di Gennaro, Franco Donatelli, Domenico y Stefano Di Vitto, Gallieno Ferri, Oliviero Gramaccioni, Bruno Marraffa, Vladimiro Missaglia, Vincenzo Monti, Virgilio Muzzi, Luana Paesani, Michele Pepe, Renato Polese, Angelo Maria Ricci, Corrado Roi, Rossano Rossi, Marco Santucci, Orestes Suárez, Ferdinando Tacconi, Fabio Valdambrini, Giuseppe Viglioglia.